# 第14師管
第14師管（だいじゅうよんしかん）は、1873年から1885年と、1907年から1940年まであった日本陸軍の管区で、当時全国に14または18あった師管の一つである。1873年からのは九州地方北部を占める鎮台制の師管、1907年からのは関東地方の北部を占める師団制の師管で、地域と制度が異なる。師団制の第14師管は、栃木県の宇都宮市に司令部を置く第14師団が管轄した。1940年に宇都宮師管に改称した。

## 鎮台制の第14師管、歩兵第14連隊

### 設置と区域
全国に師管が配置されたのは、各地に鎮台が置かれてから2年後の1873年（明治6年）1月、鎮台条例改定による。第14師管は、熊本鎮台が管轄する第6軍管の下に置かれた2つの師管の一つとして設けられた。小倉を営所として、その地名から小倉師管とも呼ばれた。管内にはほかに、福岡、長崎、対馬に分営を設けた。管区の境界は条例で示されなかった。
- 第6軍管（1873年1月 - 1885年5月）
  - 第13師管（熊本師管）
  - 第14師管（小倉師管）

### 第14師管の廃止
1885年（明治18年）5月の鎮台条例改定で、軍管・師管が全国的に変更された。このとき師管の数は12となり、第14師管はなくなった。九州北部には第12師管が置かれることになった。

## 師団制の第14師管

### 第14師団と第14師管の関係
師団制の師管は同じ番号の師団と密接に結びついており、第14師団の兵士は第14師管に戸籍を持つ男子から徴集された。また、第14師管から徴兵された兵士は第14師団に入るのが原則であった。が、これには様々に例外がある。まず、独自の師管を持たない近衛師団には、全国の師管から兵士が送られた。人口が少ない北海道の第7師団にも割り当てがあった。第14師管でのはじめての徴兵となる1908年（明治41年）を例にとると、第14師管から徴兵される現役兵は、第14師団に5170人、近衛師団に1612人、第7師団に474人と配分される計画であった。さらに1915年（大正4年）に朝鮮に置かれた2個師団は、自らの師管を持たなかったので、内地の師管から兵卒を送られた。1918年（大正7年）に同様な例をとると、第14師団へ5377人、近衛師団へ1808人、第19師団へ982人、第7師団へ454人が配賦される計画であった
師管はまた、師団が地域防衛・治安維持に責任を負う範囲でもある。しかし、この時代には国内での反乱の可能性はなくなり、外国軍による日本本土への上陸攻撃も考えにくくなっていた。

### 茨城県・栃木県・群馬県・埼玉県の一部 (1907 - 1925)
1907年、陸軍の6個師団増設が実現することになると、その9月、明治40年軍令陸第3号（9月17日制定、18日公布、施行は後日）による陸軍管区表改定で、師管の区割りも変更することになった。第14師管はこのとき設けられた。管区は茨城県・栃木県・群馬県の全部と埼玉県の西部5郡（大里郡・比企郡・入間郡・児玉郡・秩父郡）であった。
- 第14師管（1907年9月以降 - 1924年5月6日）
  - 第27旅管
    - 水戸連隊区
    - 宇都宮連隊区

  - 第28旅管
    - 高崎連隊区
    - 熊谷連隊区

1924年5月、大正13年軍令陸第5号（5月5日制定、7日公布）による陸軍管区表改定で、旅管が廃止された。区割りは変更せず、旅管がなくなっただけである。
- 第14師管（1924年5月7日 - 1925年4月30日）
  - 水戸連隊区
  - 宇都宮連隊区
  - 高崎連隊区
  - 熊谷連隊区

### 茨城県・栃木県・群馬県・長野県 (1925 - 1940)
1925年の宇垣軍縮で、陸軍は4個師団の削減を決めた。これにともない、大正14年軍令陸第2号（4月6日制定、8日公布、5月1日施行）で、師管の区割りが変更になった。第14師管は、埼玉県を第1師管に譲り、それまで第13師管と第15師管に分れていた長野県をまとめて引き受けた。この区域は、宇都宮師管が1941年に長野県を金沢師管に譲るまで継続した。
- 第14師管（1925年5月1日 - 1940年7月31日）
  - 水戸連隊区
  - 宇都宮連隊区
  - 高崎連隊区
  - 松本連隊区

## 宇都宮師管・師管区への改称と廃止
1940年（昭和15年）8月に、第14師団を含む常設7個師団の衛戍地が満州に移転した。第14師団のあとを受けて師管を掌ることになったのは、新設の第51師団であった。これにあわせ、1940年、昭和15年軍令陸第20号（7月24日制定、26日公布、8月1日施行）の陸軍管区表改定によって、師管の名称に地名を付けることになった。第14師管は宇都宮師管に改称した。宇都宮師管は1945年に宇都宮師管区と改称し、同年8月の敗戦に至った。